# حبیب علی کیدی
حبیب علی کیدی (انگلیسی: Habib Ali Kiddie؛ ۷ دسامبر ۱۹۲۹ – ۱۹۸۲) بازیکن هاکی روی چمن اهل پاکستان بود.
وی در مسابقات کشوری و بین‌المللی در مجموع برندهٔ ۲ مدال طلا، ۱ مدال نقره شده‌است.